# Gösta Gustafson
Gustaf ("Gösta") Artur Gustafson, född 15 november 1886 i Haga i Göteborg, död 19 januari 1963 på Höstsol i Täby, var en svensk skådespelare.
Gustafson studerade vid Dramatens elevskola 1906–1907 och engagerades efter studierna vid August Falcks Strindbergsteater. Han var engagerad vid de flesta av Stockholms teatrar efter att Intima teatern stängde 1910, bland annat vid Intima teatern 1916–1921, Oscarsteatern 1927–1932 och Blancheteatern i olika omgångar, men även i landsorten hos Oscar Winge och Carl Deurell. Gustafson deltog även i Skådebanan, Riksteatern och Olof Molanders turnéer liksom i Strindbergensemblens gästspel i Norge och Danmark.
Han filmdebuterade i Alexander den store 1917 och kom att medverka i drygt 80 filmer, mest i små roller.

## Filmografi
- 1917 – Alexander den Store
- 1917 – Tösen från Stormyrtorpet
- 1918 – Thomas Graals bästa barn
- 1919 – Ingmarssönerna
- 1919 – Herr Arnes pengar
- 1920 – Karin Ingmarsdotter
- 1920 – Mästerman
- 1921 – Högre ändamål
- 1922 – Det omringade huset
- 1924 – Grevarna på Svansta
- 1924 – Folket i Simlångsdalen
- 1924 – Gösta Berlings saga
- 1925 – Ingmarsarvet
- 1925 – Två konungar
- 1925 – Skärgårdskavaljerer
- 1926 – Flickan i frack
- 1927 – Förseglade läppar
- 1928 – Synd
- 1928 – Gustaf Wasa del II
- 1929 – Den starkaste
- 1930 – Ulla, min Ulla
- 1931 – Markurells i Wadköping
- 1931 – Hotell Paradisets hemlighet
- 1931 – Skepparkärlek
- 1931 – Trötte Teodor
- 1931 – Brokiga blad
- 1931 – Kärlek och landstorm
- 1932 – Jag gifta mig – aldrig
- 1933 – Djurgårdsnätter
- 1933 – En natt på Smygeholm
- 1934 – Äventyr på hotell
- 1934 – Synnöve Solbakken
- 1934 – Sången till henne
- 1935 – Ebberöds bank
- 1935 – Järnets män
- 1935 – En kämpe faller – striden går vidare
- 1936 – Kvartetten som sprängdes
- 1936 – Janssons frestelse
- 1936 – Han, hon och pengarna
- 1937 – Bleka greven
- 1937 – En flicka kommer till sta'n
- 1937 – En sjöman går iland
- 1937 – Pappas pojke
- 1938 – Du gamla du fria
- 1938 – På kryss med Albertina
- 1938 – Du gamla du fria
- 1938 – Med folket för fosterlandet
- 1938 – Vi som går scenvägen
- 1938 – Adolf klarar skivan
- 1938 – Herr Husassistenten
- 1938 – Fram för framgång
- 1938 – Sigge Nilsson och jag
- 1939 – Gläd dig i din ungdom
- 1942 – En trallande jänta
- 1942 – Jacobs stege
- 1943 – En flicka för mej
- 1943 – Stora skrällen
- 1944 – På farliga vägar
- 1944 – Flickan och Djävulen
- 1944 – Jag är eld och luft
- 1944 – Klockan på Rönneberga
- 1945 – Tre söner gick till flyget
- 1945 – Trötte Teodor
- 1945 – Resan bort
- 1945 – Rosen på Tistelön
- 1945 – 13 stolar
- 1945 – Pettersson & Bendels nya affärer
- 1946 – Det glada kalaset
- 1946 – Det är min modell
- 1946 – Harald Handfaste
- 1946 – Klockorna i Gamla Sta'n
- 1948 – Lars Hård
- 1948 – Janne Vängmans bravader
- 1948 – Hammarforsens brus
- 1948 – En man gör sitt val
- 1949 – Janne Vängman på nya äventyr
- 1949 – Åsa-Nisse
- 1950 – Den vita katten
- 1950 – Kvartetten som sprängdes
- 1950 – Flicka och hyacinter
- 1951 – Hon dansade en sommar
- 1952 – Ubåt 39
- 1952 – Hård klang
- 1953 – All jordens fröjd
- 1953 – Barabbas
- 1953 – Ogift fader sökes
- 1953 – Sommaren med Monika
- 1953 – Flickan från Backafall
- 1954 – Östermans testamente
- 1954 – Storm över Tjurö
- 1954 – Karin Månsdotter
- 1954 – Gud Fader och tattaren
- 1955 – Älskling på vågen
- 1956 – Johan på Snippen
- 1956 – Kulla-Gulla
- 1957 – Gårdarna runt sjön
- 1957 – Åsa-Nisse i full fart

## Teater

### Roller (ej komplett)
| År   | Roll                                                              | Produktion                                                      | Regi                         | Teater                |
| ---- | ----------------------------------------------------------------- | --------------------------------------------------------------- | ---------------------------- | --------------------- |
| 1911 | Melchior Gabor                                                    | När ungdomen vaknar Frank Wedekind                              | Oscar Winge                  | Oscar Winges sällskap |
| 1912 | Snickar-Happe                                                     | Baldevins bröllop Vilhelm Krag                                  |                              | Intima teatern        |
| 1916 | Thorild                                                           | Gustaf III August Strindberg                                    | Einar Fröberg                | Intima teatern        |
| 1917 | Arsène                                                            | Mästertjuven Tristan Bernard och Alfred Athis                   | Einar Fröberg                | Djurgårdsteatern      |
| 1917 | Mellbin                                                           | Adlig ungdom Algot Ruhe                                         | Rune Carlsten                | Intima teatern        |
| 1917 | Erik                                                              | Elna Hall Ernst Didring                                         | Ernst Didring                | Intima teatern        |
| 1917 | Narren                                                            | Prinsessans visa Anna Wahlenberg                                | Josua Bengtson               | Intima teatern        |
| 1918 | Tyrrell                                                           | Richard III William Shakespeare                                 | Einar Fröberg                | Intima teatern        |
| 1918 | Andre dräng                                                       | Ljunghuset Nils Wilhelm Lund                                    | Einar Fröberg                | Intima teatern        |
| 1918 | Generalen                                                         | Den röde André Mikael Lybeck                                    | Rune Carlsten                | Intima teatern        |
| 1918 | Oku                                                               | Köpt och betalt George Broadhurst                               | Einar Fröberg                | Intima teatern        |
| 1918 | Moses                                                             | Skandalskolan Richard Brinsley Sheridan                         | Einar Fröberg                | Intima teatern        |
| 1919 | Lars                                                              | Nöddebo prästgård Elith Reumert                                 | Josua Bengtson               | Intima teatern        |
| 1919 |                                                                   | Fästmanssoffan Georg Nordensvan                                 | Albert Ståhl                 | Djurgårdsteatern      |
| 1919 |                                                                   | Ta hand om Amelie Georges Feydeau                               |                              | Djurgårdsteatern      |
| 1919 | Peder Rasmussen                                                   | Ambrosius Christian Molbech                                     | Einar Fröberg                | Intima teatern        |
| 1919 | Vicomte d'Alladar                                                 | Individernas förbund Einar Fröberg                              | Einar Fröberg                | Intima teatern        |
| 1919 | Tjänaren                                                          | Segergudinnan Ernst Didring                                     |                              | Intima teatern        |
| 1919 | Sansquartier                                                      | Den nya garnisonen Louis Angely och C.G. Etienne                | Josua Bengtson               | Intima teatern        |
| 1920 | Gotthard                                                          | Barnsölet Ludvig Holberg                                        | Rune Carlsten                | Intima teatern        |
| 1920 | Dick                                                              | Aigretten Dario Niccodemi                                       | Einar Fröberg                | Intima teatern        |
| 1920 | Mr Jackman                                                        | Öga för öga John Galsworthy                                     | Einar Fröberg                | Intima teatern        |
| 1920 | Siverts                                                           | 2 X 2=5 Gustav Wied                                             |                              | Intima teatern        |
| 1921 | En student                                                        | Nju Osip Dymov                                                  | Rune Carlsten                | Intima teatern        |
| 1921 | Benjamin                                                          | Påsk August Strindberg                                          |                              | Intima teatern        |
| 1921 | de la Morinière                                                   | Dygdens stig Robert de Flers och Gaston Arman de Caillavet      | Einar Fröberg                | Intima teatern        |
| 1921 | En ung man                                                        | Himlens hemlighet Pär Lagerkvist                                | Einar Fröberg                | Intima teatern        |
| 1924 | Vincent Leach                                                     | Dulcie George S. Kaufman och Marc Connelly                      | Einar Fröberg                | Komediteatern         |
| 1926 | Agaton Vågdahl                                                    | Moloch Erik Lindorm                                             | John W. Brunius              | Oscarsteatern         |
| 1927 | Curtis                                                            | Så tuktas en argbigga William Shakespeare                       | Gösta Ekman Johannes Poulsen | Oscarsteatern         |
| 1927 | Reb Mendel                                                        | Dibbuk - Mellan tvenne världar S. Ansky                         | Robert Atkins                | Oscarsteatern         |
| 1927 | Arthur                                                            | Advokaten Bolbec och hennes man Georges Berr och Louis Verneuil | Pauline Brunius              | Oscarsteatern         |
| 1928 | Stop                                                              | Gröna hissen Avery Hopwood                                      | Gösta Ekman                  | Oscarsteatern         |
| 1928 | Moses                                                             | Skandalskolan Richard Brinsley Sheridan                         | Johannes Poulsen             | Oscarsteatern         |
| 1928 | Duke                                                              | Broadway Philip Dunning och George Abbott                       | Mauritz Stiller              | Oscarsteatern         |
| 1928 | Jörgensen                                                         | Alexander den Store Gustav Esmann                               |                              | Oscarsteatern         |
| 1928 | John, betjänt                                                     | Hokus-Pokus Curt Goetz                                          | Gösta Ekman                  | Oscarsteatern         |
| 1928 | Bellman                                                           | Gustaf III August Strindberg                                    | Rune Carlsten                | Oscarsteatern         |
| 1929 | Andersen                                                          | Kära släkten Gustav Esmann                                      | Rune Carlsten                | Oscarsteatern         |
| 1929 | Redaktör Flasking                                                 | Den svarta skjortan Herbert Grevenius                           | Rune Carlsten                | Oscarsteatern         |
| 1929 | Vincent Leach                                                     | Dulcie George S. Kaufman och Marc Connelly                      | Tollie Zellman               | Oscarsteatern         |
| 1929 | Daniel Buchanan                                                   | Vid 37de gatan Elmer Rice                                       | Svend Gade                   | Oscarsteatern         |
| 1930 | Hertigen av Buckinghams hovmästare Capucius, sändebud från Karl V | Henrik VIII William Shakespeare                                 | Thomas Warner                | Oscarsteatern         |
| 1930 | Per                                                               | Äventyr på fotvandringen Jens Christian Hostrup                 | Rune Carlsten                | Oscarsteatern         |
| 1930 | Andersen                                                          | Kära släkten Gustav Esmann                                      | Rune Carlsten                | Oscarsteatern         |
| 1930 | Prins Johan                                                       | Gustaf Vasa August Strindberg                                   | Gunnar Klintberg             | Oscarsteatern         |
| 1930 |                                                                   | En tjuvkomedi Berndt Carlberg                                   | Gösta Ekman                  | Oscarsteatern         |
| 1930 | Hovigs sekreterare                                                | Nyckelromanen Ragnar Josephson                                  | Erik Berglund                | Oscarsteatern         |
| 1931 |                                                                   | Peter Pan J.M. Barrie                                           | Palle Brunius                | Oscarsteatern         |
| 1932 |                                                                   | Fanny Marcel Pagnol                                             | Pauline Brunius              | Oscarsteatern         |
| 1934 | Medverkande                                                       | Razzia, revy Kar de Mumma                                       | Harry Roeck-Hansen           | Blancheteatern        |
| 1937 | Doktor Fellman                                                    | Kunglighet Robert E. Sherwood                                   | Harry Roeck-Hansen           | Blancheteatern        |
| 1937 | Jesper Nidberg                                                    | Hans första premiär Svend Rindom                                | Harry Roeck-Hansen           | Blancheteatern        |
| 1940 | Aslaksen                                                          | En folkfiende Henrik Ibsen                                      | Olof Molander                | Vasateatern           |

## Radioteater

### Roller
| År   | Roll                        | Produktion                                 | Regi          |
| ---- | --------------------------- | ------------------------------------------ | ------------- |
| 1940 |                             | En gammal symaskin Moa Martinson           | Lars Madsén   |
| 1948 | Euphronius, en gamma lärare | Antonius och Kleopatra William Shakespeare | Alf Sjöberg   |
| 1954 | Matt                        | Pojken med kärran Christopher Fry          | Palle Brunius |